# Asch-Schatra
Asch-Schatra (arabisch الشطرة, DMG aš-Šaṭra, auch Schatra oder Schatrat al-Muntafiq / شطرة المنتفق) ist ein irakischer Ort im Gouvernement Dhi Qar.
Rund 20 Kilometer westlich befindet sich die sumerische Ruinenstätte Lagasch.